# 28818 Kellyryan
28818 Kellyryan este un asteroid din centura principală de asteroizi.

## Descriere
28818 Kellyryan este un asteroid din centura principală de asteroizi. A fost descoperit pe 6 mai 2000 la Socorro, New Mexico, în cadrul proiectului LINEAR. Asteroidul prezintă o orbită caracterizată de o semiaxă mare de 2,26 ua, o excentricitate de 0,15 și o înclinație de 5,4° în raport cu ecliptica.